# Broken beat
Broken beat is een genre binnen de elektronische muziek. Bekende artiesten in dit genre zijn onder meer Jazzanova, 4hero en Bugz in the Attic.
Broken beat ontstond in het midden van de jaren 90 en werd vooral in West Londen gemaakt. Broken beat is muziek in de 4/4-maat die syncopes in de ritmes bevat (breakbeat). Invloeden zijn jazz, soul, funk, house, UK garage en R&B. 